# 13. helikopterdivisionen
13. helikopterdivisionen (13. hkpdiv) även känd som Yngve Gul var en helikopterdivision inom svenska marinen som verkade i olika former åren 1987–1997. Divisionen var baserad på Kallinge flygplats i Ronneby garnison.

## Historik
I december 1980 tillsatte försvarsdepartementet, på uppdrag av regeringen, en utredning ledd av Curt Boström för granska försvarets materielunderhåll. I januari 1982 fick utredningen ett tilläggsdirektiv, där utredningen skulle precisera dimensioneringen och organisationen av underhållsresurserna. I september 1982 överlämnade utredningen sitt slutbetänkandet (Ds Fö 1982:3). I sitt slutbetänkande föreslog utredningen att 2. helikopterdivisionen i Göteborg skulle omlokaliseras till Blekinge flygflottilj (F 17) i Ronneby. Vidare föreslog utredningen att verkstadskompanier vid marinens bägge helikopterdivisioner kan därmed utgå ur organisationen, och att ett versionskontor för samtliga helikoptertyper inrättas i Ronneby. Dock förordade både överbefälhavaren, chefen för marinen samt civila myndigheter att helikopterförbandet skulle kvarstå på Säve, dels på grund av ubåtsjakthelikoptrar regelmässigt skulle finnas utgångsbaserade i Västra militärområdet samt betydelsen av flygräddningsfunktionen i Kattegatt och Skagerrak. Regeringen stödde dock inte utredningens förslag om att flytta helikopterdivisionen till Ronneby, utan delade överbefälhavaren och chefen för marinen mening med att en basering på Västkusten är nödvändig.
I regeringens proposition 1983/84:112, som grundade sig på en uppgörelse i försvarsutskottet, föreslogs ekonomiska åtgärder för att krigsorganisationen skulle vidmakthållas enligt den inriktning som gavs i försvarsbeslutet 1982. Inför propositionen föreslog överbefälhavaren en reducering av fredsorganisationen på västkusten, där bland annat de militära delarna på Säveetablissementet skulle avvecklas, vilket vidare skulle innebära att 2. helikopterdivisionen skulle omlokaliseras till ny ort. Ingen av dessa propositioner resulterade i att helikopterdivisionen i Göteborg omlokaliserades.
I slutet av 1980-talet öppnades dock en ny möjlighet för Marinen till att bilda en tredje helikopterdivision med bas i Ronneby. Det då Flygvapnet skulle ersätta sina Helikopter 4 med den nya Helikopter 10. Den 7 januari 1987 bildades 13. helikopterdivision, vilken samlokaliserades med Blekinge flygflottilj (F 17). Och 1988 överfördes fyra Helikopter 4 till Marinen i Ronneby. Att divisionen inte fick "nummer 3" i ordningsföljd med de två andra helikopterdivisionerna inom Marinen, berodde på att det vid den tidpunkten fanns en 3. helikopterdivision vid Blekinge flygflottilj. För att erhålla någorlunda samstämmighet inom marinflyget, och även lämna siffran 1 ledigt till en eventuellt framtida marinflygflottilj, ändrades 1. helikopterdivisionen och 2. helikopterdivisionen benämningar till 11. respektive 12. helikopterdivisionen.
Inför försvarsbeslutet 1996 föreslog Försvarsmakten och regeringen att samla Försvarsmaktens helikopterresurser i ett nytt försvarsgemensamt förband, Försvarsmaktens helikopterflottilj. Vilket skulle underlätta ledning av större samlade insatser under kris och i krig, samt även typsamordning och samordning avseende beredskap och utbildning. I regeringens budgetproposition för statsbudget för år 1998 i utgiftsområde 6 fastställde riksdagen den nya organisationen för Helikopterflottiljen, vilken skulle organisera sin verksamheten i fyra delar med ledningen baserad i Linköping.
Den 31 december 1997 upphörde 13. helikopterdivisionen som självständigt förband, då ledningsfunktionen över samtliga helikopterförband överfördes den 1 januari 1998 till Helikopterflottiljen. Den 1 januari 1999 omorganiserades de ursprungliga helikopterförbanden till den nya förbandsstrukturen, där Göta helikopterbataljon var en av dem. Göta helikopterbataljon bestod av 12. helikopterdivisionen, 13. helikopterdivisionen och flygvapnets flygräddningsgrupper (FRÄD-grupp) vid Skaraborgs flygflottilj (F 7), Skånska flygflottiljen (F 10) och Blekinge flygflottilj (F 17).

## Verksamhet
13. helikopterdivisionen var operativt och taktiskt underställt åren 1987–1990 Sydkustens örlogsbas, och åren 1990–1997 Sydkustens marinkommando. 13. helikopterdivisionens uppgifter var ubåtsjakt, minsvepning, stridstransporter och radarspaning. Vidare skulle förbandet stötta och bistå civila räddningsinsatser.

## Ingående enheter

### 123.helikoptergruppen
123. helikoptergruppen (123. hkpgrp) ursprungligen 12. helikoptergruppen (12. hkpgrp) var en rörlig operativ enhet inom marinflyget, som bildades under 1980-talet för att möta den tilltagande undervattensverksamhet längs det svenska kustbandet. Gruppen skulle snabbt kunna uppsättas av personal ur både 1. helikopterdivisionen och 2. helikopterdivisionen, därav namnet 12. helikoptergruppen. I samband med de namnbyten på helikopterdivisionerna som gjordes vid uppsättande av 13. helikopterdivisionen, namnändrades helikoptergruppen till 123. helikoptergruppen (123. hkpgrp). Detta för att visa genom namnet att samtliga tre helikopterdivisioner var ålagda till att medverka i den rörliga externa helikoptergruppen.

## Förläggningar och flygplatser
13. helikopterdivisionen var samlokaliserad med Blekinge flygflottilj vid Ronneby flygplats åren 1987–1997.

## Heraldik och traditioner
Sedan den 1 januari 1999 bevarar Helikopterflottiljen minnet av 13. helikopterdivisionen. På flottiljområdet i Ronneby finns en minnestavla över de omkomna kamraterna vid 13. helikopterdivisionen samt det efterföljande förbandet Göta helikopterbataljon.

## Förbandschefer
- 1987–1994: Örlogskapten Roger Eliasson
- 1994–1995: Örlogskapten Rickard Nordenberg
- 1995–1997: Kommendörkapten Ulf Edin [a]

## Namn, beteckning och förläggningsort
| 13. helikopterdivisionen | 1987-01-07 | – | 1997-12-31 |

| Yngve Gul | 1987-01-07 | – | 1997-12-31 |

| 13. hkpdiv | 1987-01-07 | – | 1997-12-31 |

| Kallinge flygplats (F) | 1987-01-07 | – | 1997-12-31 |